# Ghana na Letnich Igrzyskach Olimpijskich 1984
Ghana podczas Letnich Igrzysk Olimpijskich 1984 w Los Angeles była reprezentowana przez 21 zawodników (14 mężczyzn i 7 kobiet). Nie zdobyli oni żadnego medalu.

## Zawodnicy
Lekkoatletyka
Mężczyźni
- bieg na 100m

Philip Attipoe – odpadł w eliminacjach
Collins Mensah – odpadł w eliminacjach
- bieg na 200m

James Idun – odpadł w eliminacjach
- bieg na 400m

Charles Moses – odpadł w eliminacjach
- bieg na 800m

William Amakye – odpadł w eliminacjach
- sztafeta 4x100m

Philip Attipoe, Rex Brobby, Makarios Djan, Collins Mensah – odpadli w eliminacjach
- trójskok

Francis DoDoo – odpadł w kwalifikacjach
Kobiety
- bieg na 100m

Doris Wiredu – odpadła w eliminacjach
- bieg na 400m

Mercy Addy – odpadła w eliminacjach
- 800m

Grace Bakari – odpadła w eliminacjach
- sztafeta 4x400m

Mercy Addy, Martha Appiah, Grace Bakari, Mary Mensah - odpadły w eliminacjach
- sztafeta 4x100m

Grace Armah, Mary Mensah, Cynthia Quartey, Doris Wiredu - odpadły w eliminacjach
 Boks
Mężczyźni
- waga papierowa (-48kg)

Michael Ebo Dankwa - 17. miejsce
- waga kogucia (51-54kg)

Amon Neequaye - 17. miejsce
- waga piórkowa (54-57kg)

Christian Kpakpo - 17. miejsce
- waga lekka (57-60kg)

Douglas Odame - 9. miejsce
- waga lekkośrednia

Sullemana Sadik - 17. miejsce
- waga półciężka (75-85kg)

Taju Akay - 17. miejsce